# Колібрі-німфа аметистовий
Колі́брі-ні́мфа аметистовий (Heliangelus amethysticollis) — вид серпокрильцеподібних птахів родини колібрієвих (Trochilidae). Мешкає в Андах.

## Опис

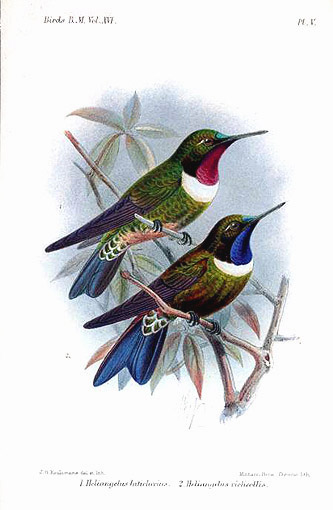
Аметистові колібрі-німфи

Довжина птаха становить 10-11 см, вага 3,8-7,7 г. У самців верхня частина тіла темно-зелена, блискуча, над дзьобом блискуча яскраво-зелена пляма, за очима малопомітні білі плямки. На горлі і верхній частині грудей аметистово-фіолетова пляма, знизу окаймлена вузькою чорною смугою, під якою є більш широка коричнева смуга. Нижня частина грудей зелена, блискуча, решта нижньої частини тіла охриста, поцяткована зеденими плямами. Центральні стернові пера бронзово-зелені, крайні стернові пера синювато-чорні. Дзьоб прямий, чорний, довжиною 15-18 мм. Самиці мають подібне забарвлення, однак горло у них іржасто-руде поцятковане чорними плямками. Забарвлення молодих птахів є подібне до забарвлення самиць.
У представників підвиду H. a. laticlavius горло червонувато-фіолетове, на грудях біла смуга, живіт сірувато-охристий. У представників підвиду H. a. decolor обличчя світліше, горло темно-фіолетова, на грудях біла смуга, живіт сіруватий. У представників підвиду H. a. apurimacensis обличчя бірзово-зелене, груди і живіт білувато-охристі.

## Підвиди
Виділяють чотири підвиди:
- H. a. laticlavius Salvin, 1891 — передгір'я Анд на півдні Еквадору і півночі Перу;
- H. a. decolor Zimmer, JT, 1951 — східні схили Анд в центральному Перу (від долини річки Мараньйон в Амазонасі на південь до Хуніна);
- H. a. apurimacensis Weller, 2009 — Анди на півдні центральному Перу (долина Тамбо і верхів'я Урубамби в Аякучо і Куско);
- H. a. amethysticollis (d'Orbigny & Lafresnaye, 1838) — Анди на півдні Перу (від сходу Куско до Пуно) і на північному заході Болівії (від Ла-Паса до Кочабамби).

Колумбійські і меридські колібрі-німфи раніше вважалися конспецифічними з аметистовим колібрі-німфою, однак були визнані окремими видами.

## Поширення і екологія
Аметистові колібрі-німфи мешкають в Еквадор, Перу і Болівії. Вони живуть на узліссях вологих гірських тропічних лісів, хмарних і карликових лісів, у високогірних чагарникових заростях в долинах гірських струмків та на вологих гірських луках. Зустрічаються на висоті від 1800 до 3200 м над рівнем моря, місцями на висоті до 3600 м над рівнем моря. Ведуть переважно осілий спосіб життя.
Аметистові колібрі-німфи живляться нектаром квітів з невеликими віночками, а також комахами, яких ловлять в польоті. Захищають кормові території, багаті на нектар. Шукають їжу на висоті до 6 м над землею. Сезон розмноження в Перу триває у лютому-березні. Гніздо чашоподібне, робиться з тонких рослинних волокон, моху і лишайників, прикріплюється до моху, що звисає з гілки, на висоті 1,5 м над землею, під листом або мохом, що закриває гніздо від дощу. В кладці 2 яйця.